# Guy Modeste
Guy Modeste (* 18. September 1954 in Saint-Pierre, Martinique; † 19. Dezember 2018 in Fréjus) war ein französischer Fußballspieler, der auf der Position des Libero spielte.
Seine Brüder Sully, Floriva und Roger Modeste waren ebenso Fußballspieler, genauso wie sein Sohn Anthony Modeste.

## Karriere
Modeste kam 1972 zu AS Saint-Étienne. In der Saison 1976/77 spielte er in der B-Mannschaft und war für die Saison 1977/78 an AS Cannes ausgeliehen. In der Saison 1978/79 kehrte er zurück nach Saint-Étienne und gab sein Debüt in der A-Mannschaft von Saint-Étienne am 8. Spieltag, als er im Spiel gegen Paris Saint-Germain in der 67. Minute eingewechselt wurde. Dies blieb sein einziger Einsatz in der höchsten französischen Spielklasse. Später spielt er zunächst wieder für den AS Cannes, wechselte dann zum LB Châteauroux und zuletzt zu Étoile Fréjus-Saint-Raphaël.